# 薛徽言
薛徽言（1093年—1139年2月11日），字德老，南宋初年官员。

## 生平

### 早年
温州永嘉县人。其父薛强立，曾任江宁府（今南京）观察推官。有兄薛嘉言、薛弼、薛昌言。与薛弼尤其友善。
薛徽言童年时父母双亡，跟着兄长们昼夜读书，博通经文。

### 入仕

#### 面圣获用
南宋建炎初年，薛徽言上書谈论國勢、邊防、刑賞、巡幸、財用、官吏六事。建炎二年（1128年）进士及第，授南劍州司法参军。宋高宗逃到永康，薛徽言持弹劾宰相吕颐浩想称臣金朝、设立御营使、谴责谏臣的书信拜访随驾的御史中丞赵鼎，赵鼎很欣赏，待为国士，说：“君认为赵鼎是谏臣，赵鼎能推辞吗？”促膝长谈如同故交。赵鼎说高宗好学，戎马之中仍在读《资治通鉴》，薛徽言说知易行难，如皇帝可以见古今成败而亲力行之，天下大幸，赵鼎愕然赞赏。高宗认可赵鼎弹劾吕颐浩的奏章，召见赵鼎时，赵鼎说都是薛徽言所作，次日献上薛徽言的书信。高宗逃到会稽，赵鼎迁枢密使，又力荐薛徽言。薛徽言获高宗召见，谈及强志勤政、君子小人，合高宗意，改左承奉郎、充枢密院干办官。高宗改干办官为计议官。薛徽言建议建立方镇守边，于是设立淮甸镇抚使，荆襄一带的区划也得以明确，后又建议合并区划，仅以一位宣抚使总领两淮及上游。
吕颐浩复相后，薛徽言坦诚相待，吕颐浩虽欲报复中伤他而不能。薛徽言奏称禁省浪费纸钱四千。曾奉命巡视明州，上《论湖田奏》论述明州湖田利害，反对改湖造田。高宗下詔廣德湖田上等田稅每亩由三斗二升増租為四斗，下等田减为二斗四升，中等田如舊，内低下處重新废弃為湖。
绍兴元年（1131年），上书谈及国本未立、佞幸未去、国论未定，建议高宗立太子。

#### 巡行地方
绍兴二年（1132年）十月，宋高宗遣使者分行诸路。吕颐浩为了排挤薛徽言而推荐他，薛徽言等五位使者获高宗面赐诏书及内帑帛二百，以权监察御史宣谕湖南、江西。使者们推辞赏赐，未果。薛徽言开朗直爽，虽然入仕不久，却表现得老练。薛徽言出发前，奏请將北宋的稅務資料全部焚毀。举汉朝薛宣对换两县县令导致两个县都大治的例子，请求将没有大错误仅仅因为能力有限才导致治下有阙的官员互相调任，允许他们向御史自首改过自新，怙恶不悛者则可以处死，获准。到任后，一共上奏户口逃亡、产去税存、秋苗受纳、高估官产、人户避役、乡村聚徒、差役愆期、公吏溢额、人户陈状、开剥死牛弊政十事，并奏称武安军承宣使岳飞御军严肃，可任用以安定湖南、江西及周边，配合潭、鼎二州讨伐杨么农民军。江贼彭铁大向薛徽言请求投降，岳飞乘其不备袭击之，大获全胜。薛徽言上表奏岳飞之功，为岳飞部将韩京请得茶陵、安仁二县荒田。当时潭州益阳县割入鼎州，薛徽言上奏撤销了，属湖南广西二路的全州也改为只属于广西。时郴、道、桂阳旱饥，劳动力逃亡后地方也不删除他们的名额，薛徽言查明具体数额，请示朝廷纠正贫富纳税标准一致的弊政，罢营缮等费，奏称道州丁米一万七千余斛，请求取一半救灾，不待回报就谕漕臣发衡、永二州米二万石和漕司上供钱赈灾，用经制银（为筹措军政费用而加征的杂税）三千两买米偿还。推荐荆湖提刑吕祉、郴州知州赵不群、全州通判刘延年、前衡州通判赵伯牛、统制官吴锡、道州通判郑安恭等，高宗都任用。
薛徽言到茶陵县视察案情，平反了官吏贪图赏赐诬告百姓为盗贼的案子并严加惩治，救了九个无辜者，被当地人奉若神明；又在安仁县平反杀人案；将祁阳令褚稹等一众贪官污吏下狱治罪。邵阳令谢微、茶陵令谭知柔已经奉召，薛徽言不让他们离开，坚持治罪。平阳尉靳成贪赃败露逃跑。薛徽言察知宁远县张雍懦不胜任，东安令李威远也懦弱无能，清湘令谭观光、耒阳丞李炜刚劲有节操懂吏治，奏请让谭、李代替张、李。权桂阳监陈如埙与平阳县主簿权县事陈发朋比为奸，搜刮民钱数万缗，薛徽言查明后即调走陈如埙、罢免陈发。吕颐浩上奏将陈如埙等治罪，仍令薛徽言调查，获准。薛徽言又奏称李纲任湖广宣抚使期间成效显著，军用不支可用漕司支撑，及请岳飞和湖南大使折彦质平定已经缺粮的杨么等。朝廷派王𤫉率军前来，薛徽言指出王𤫉不懂水战，密奏让王𤫉守御荆襄，又奏称农民军擅长水战，善于使用长钩。王𤫉果然在水战中因农民军用搭钩而受困败亡。岳飞从陆路进剿，平定了农民军。
绍兴三年（1129年）七月回朝，检举奸恶官吏承信郎监茶陵县税务沈铨、右迪功郎监常宁县税务王载、永州推官俞梅、司户叶敷、保义郎东南第九将押队姚成、忠翊郎权同管界巡检夏习、武经郎前兵马都监吴廓、将仕郎权司户苏昱、通判宾州谢微、左宣教郎前权常宁县阮冠、知邵州和璟、右朝散郎添差湖南转运判官赵志之、陈发、陈如损、左朝奉大夫知永州黄升等十六人、举荐左承議郎通判刘延年、政绩突出的祁陽令張登及赵伯牛三人，并弹劾自己擅发钱粮，请求治自己的罪，被高宗赦免。黄升与其州官文武六人因被薛徽言弹劾贪赃不法而被罢免。其他使者回朝后都被升官，但薛徽言锐意进取，希望有所作为，吕颐浩认为他擅自变更守臣又挪用经制银又妄议将帅，高宗也认为他资历尚浅，九月，他被外放知兴国军。有识之士为之不平。张浚督师湖南，认为薛徽言“将命有体”，于是他没有到任就回朝了。薛徽言师从胡安国，学习《春秋》。后来其子薛季宣写信给朱熹时，也提及了这段师生关系。

#### 回朝为官
绍兴六年（1136年）二月，以左宣義郎守比部員外郎，后又改兵部、吏部员外郎。八月，因金军进逼，随高宗出逃建康。绍兴府行宫留守秦桧奉召入朝，想留在朝中，希望赵鼎留下自己，但赵鼎无意。薛徽言对赵鼎说不要让秦桧离京，以免报复，赵鼎没有会意，却以为薛徽言得了秦桧的好处在为秦桧说话，疏远了他，也从此与秦桧生隙。薛徽言回京后对时事知无不言，声望大增。绍兴七年（1137年）五月，由吏部員外郎迁右司員外郎。同年，岳飞因接管淮西军一事被宋高宗反悔而辞职，薛徽言写信劝阻，岳飞最终奉诏。十一月，監察御史蕭振请求外放，托同乡给事中吴表臣、薛徽言向当时的宰相赵鼎恳求，被赵鼎外放为提点两浙西路刑狱公事。
绍兴八年（1138年）三月，薛徽言改任试左司员外郎。七月，薛徽言由尚書左司員外郎改任中書門下省檢正諸房公事。九月擢为守起居舍人。他引用先例请求君臣对话后等候记注官记录，被当时称赞；又查实一起父盗子财未被儿子认出而被误杀的案件，认为子杀父就是大罪，何必论曲直，而且儿子有钱父亲却缺钱就是儿子供养有阙当作不孝论罪，得到当时人的认可。为了严肃法纪惩治奸恶省吏，他奏请恢复了杖刑。

#### 反对称臣
后来金朝主动提出归还宋徽宗梓宫和高宗母韦贤妃和河南，南宋有识者认为无故求和不求回报必有阴谋。十一月，时任尚书右仆射同中书门下平章事兼枢密使宰相秦桧主倡议和，但其实是对金称臣。十二月，薛徽言与吏部侍郎晏敦复、权吏部尚书张焘、吏部侍郎魏矼、曾开、户部侍郎李弥逊、新任礼部侍郎尹焞、户部侍郎梁汝嘉、给事中楼炤、中书舍人苏符、御史方廷实、工部侍郎萧振等一同上疏争论，指议和不得人心、金人也难以相信。高宗看了奏疏，变了脸色，嘉奖大臣们的忠心，也说自己不会被金人所骗。绍兴九年（1139年）正月初一，薛徽言感染寒疾，仍然坚持在朝中侍立，在家人苦苦劝谏下才去找赵鼎谈论时事。当月，秦桧在高宗面前说议和的事，高宗召见薛徽言，薛徽言举项羽威胁活烹刘邦父亲、刘邦不为所动还请求分杯羹的例子，高宗却说议和是为了让老母回朝，乃至痛哭，薛徽言就径直上前引用道义坚持与秦桧争辩，直到深夜寒疾发作才回家，当天就去世，临终上遗表仍然在反驳秦桧的主张，高宗感念，赠赙绢百匹，以为感念其遗表的恩典。
薛徽言性格耿直，奏请的都是别人不敢说的事，但在他看来却不足道。因薛徽言奏请恢复杖刑，省吏怀恨，迎合秦桧，身为起居舍人的薛徽言死于任上后没能得到家族两人得官的待遇。后来有人重提此事，又被秦桧找借口拒绝。从此宋朝对起居郎、起居舍人再无此类恩泽。
次年九月十九日，葬于郡城西太平山之原。薛弼为其作《行状》十卷。

## 作品
- 《论湖田奏》
- 《上胡侍读咨目》三通
- 《请岳相飞书》
- 《遗编别录》，有手迹二策、长子薛季随手抄一策、使事录二策、议和奏草一卷、遗表一篇

后因秦桧专权，薛季随收集父亲遗作为《遗编别录》时担心招祸，将《请岳相飞书》及薛徽言所作反对和议的文书另行储藏，后因本人去世未及交代储藏之所，保管不善，不幸遗失，除了手泽一策及议和奏草外都遗失了，薛徽言的一封书画也受损。

## 家庭

### 妻
- 胡氏，封安人，薛徽言死后十三天也去世

### 子
- 长子薛季随，将仕郎，薛徽言死后早卒
- 次子薛季宣

### 女
- 四人

### 其他
- 族弟薛誾、薛开、薛閎
- 族子薛居实，薛誾子[2][35]

## 评价
- 《宋史》论曰：若常同、张致远、薛徽言、陈渊、魏矼、潘良贵、吕本中，其才猷皆可以经邦，其风节皆可以厉世，然皆论议不合，奉祠去国，可为永慨矣。[1]
- 孫衣言：南北宋間吾鄉學派，元豐九先生昌之，鄭數文（鄭伯熊）、薛右史廣之。[36]